# Charlotte Taylor
Charlotte Taylor (Ehename Charlotte Booth; * 14. August 1985 in Huntingdon) ist eine britische Leichtgewichts-Ruderin.
Die 1,65 m große Charlotte Taylor absolvierte die University of St Andrews. Mit dem Rudersport begann sie erst nach Abschluss ihres Studiums 2010 beim Putney Town Rowing Club. Bei den Europameisterschaften 2014 belegte sie den vierten Platz im Leichtgewichts-Einer. Im Ruder-Weltcup trat die Leichtgewichts-Ruderin 2014 im Doppelzweier und im Doppelvierer an, bei den Weltmeisterschaften belegte sie mit Ruth Walczak, Eleanor Piggott und Brianna Stubbs den sechsten Platz im Leichtgewichts-Doppelvierer.
2015 ruderte sie mit Katherine Copeland im Leichtgewichts-Doppelzweier. Die beiden siegten bei den Europameisterschaften 2015 in Posen und bei der Weltcup-Regatta in Varese. Bei den Weltmeisterschaften gewannen die Neuseeländerinnen Sophie MacKenzie und Julia Edward vor Copeland und Taylor. Bei den Olympischen Spielen 2016 waren Copeland und Taylor weit von ihrer Vorjahresform entfernt, die beiden belegten den 14. Platz.